# Neurothemis terminata
Neurothemis terminata е вид насекомо от семейство Плоски водни кончета (Libellulidae).

## Разпространение
Видът е разпространен в Индонезия, Малайзия (Западна Малайзия, Сабах и Саравак), Палау, Филипини и Япония.